# Jacques Le Lavasseur
Jacques Le Lavasseur foi um velejador francês, campeão olímpico. Ele competiu nas provas da classe 2 – 3 t realizadas nos Jogos Olímpicos de Verão de 1900 e conquistou a medalha de ouro tanto na primeira quanto na segunda corrida disputada a bordo do Ollé ao lado do também francês Frédéric Blanchy e do britânico William Exshaw com quem compunha a equipe mista.